# Quasicaecilia
Quasicaecilia texana
Genre
Espèce
Quasicaecilia est un genre fossile de microsaures. Selon Paleobiology Database en 2022, le genre est monotypique avec une seule espèce, Quasicaecilia texana.

## Systématique
Le genre Quasicaecilia et l'espèce Quasicaecilia texana ont été décrits en 1990 par le paléontologue américain Robert L. Carroll (1938-2020).
Le genre Quasicaecilia a été attribué à la nouvelle famille des Brachystelechidae en 1991 avec les genres Batropetes et Carrolla.

## Présentation
Il est connu depuis le début du Permien au Texas (États-Unis). Un seul spécimen est connu, collecté dans les lits rouges du Permien au Texas par Charles Hazelius Sternberg en 1917. Il a été identifié à l'origine comme un spécimen du microsaure gymnarthride Cardiocephalus. 
Le crâne est petit, avec moins de 2 centimètres de longueur, et la capsule otique (une région creuse d'os encapsulant l'oreille interne) est très grande par rapport au reste du crâne. Le crâne de Quasicaecilia ressemble superficiellement à ceux des céciliens existants mais non apparentés, d'où le nom du genre.

## Publication originale
- (en) Robert L. Carroll, « A tiny microsaur from the Lower Permian of Texas: size constraints in Palaeozoic tetrapods », Palaeontology, Londres, Wiley-Blackwell et Palaeontological Association, vol. 33,‎ 1990, p. 1-17 (ISSN 0031-0239 et 1475-4983, OCLC 44674714 et 1761779, lire en ligne).